# Emma Nopanen
Emma Nopanen (* 10. Oktober 2000 in Helsinki) ist eine finnische Schauspielerin.

## Leben und Karriere
Nopanen wurde am 10. Oktober 2000 in Helsinki geboren. Seit 2018 spielte sie in der Serie Salatut elämät mit. Anschließend war sie 2019 in Kämppä tyhjänä zu sehen. Im selben Jahr trat sie in Tuuliranta auf. 2023 war Nopanen Teil der zweiten Staffel der Serie Sometähtie sinkuelämää.
Neben ihrer Schauspielkarriere ist Nopanen auch auf Social Media wie Tiktok und Instagram aktiv.

## Filmografie
Serien
- seit 2018: Salatut elämät
- 2019: Kämppä tyhjänä
- 2019: Tuuliranta
- 2023–2024: Sometähtien sinkkuelämää